# Francky Sembolo
Francky Sembolo (* 9. August 1985 in Nkayi, Volksrepublik Kongo) ist ein kongolesischer Fußballspieler.

## Karriere

### Im Verein
Francky Sembolo spielte zu Beginn seiner Karriere in der Republik Kongo bei Saint Michel d’Ouenzé. Im Jahr 2006 wechselte er gemeinsam mit seinem Landsmann und ehemaligen Mannschaftskollegen Patrick Mouaya nach Deutschland. Dort heuerte er beim FC Oberneuland an und spielte zunächst in der Oberliga Nord und nach einem Aufstieg in der Regionalliga Nord. Zur Saison 2009/10 wechselte er zum Drittligaaufsteiger Holstein Kiel und unterschrieb dort einen Vertrag bis zum Sommer 2011. Nach Ablauf seines Vertrages in Kiel wechselte Sembolo im Sommer 2011 zum SV Wilhelmshaven, bei dem er 18 Tore in 27 Spielen erzielte. Anschließend bekam er im Juli 2012 einen Vertrag beim Zweitligisten SSV Jahn Regensburg, bei dem er zuvor ein Probetraining absolviert hatte. Sembolo konnte sich schnell in der Mannschaft etablieren und absolvierte einen Großteil der 32 Partien, in denen er zum Einsatz kam, von Beginn an. Nach dem Abstieg der Regensburger im Jahr 2013 wechselte er nach Ostwestfalen zum Zweitligaaufsteiger Arminia Bielefeld. Dort unterschrieb Sembolo einen Vertrag bis zum 30. Juni 2015, der nur für die zweite Liga Gültigkeit hatte. Am 15. Januar 2014 wurde Sembolo von Arminia für die Rückserie an den Drittligisten Hallescher FC ausgeliehen.
Im August 2014 unterschrieb er einen Zwei-Jahres-Vertrag beim Drittligisten VfL Osnabrück.
In der Saison 2016/17 spielte Sembolo zunächst für den Berliner AK 07 in der Regionalliga Nordost. Den Verein verließ er in der Winterpause und wechselte in die Regionalliga Nord zum SV Meppen. Nachdem Sembolo mit den Emsländern der Aufstieg in die 3. Fußball-Liga gelang schloss er sich in der Sommerpause dem BSV Rehden in der Regionalliga Nord an.
Nach einer durchwachsenen Hinrunde in der Saison 2018/19 schloss sich Sembolo zur Rückrunde dem Hamburger Oberligisten FC Teutonia 05 Ottensen an.

### In der Nationalmannschaft
2005 debütierte Sembolo in einem WM-Qualifikationsspiel gegen Liberia für die Republik Kongo. 2008 spielte er sein zweites Länderspiel, diesmal ebenfalls in einem WM-Qualifikationsspiel gegen die Fußballnationalmannschaft des Sudans. Am 10. Oktober 2010 erzielte Sembolo seine ersten beiden Länderspieltore beim 3:1-Sieg in der Qualifikation zur Fußball-Afrikameisterschaft 2012 gegen Swasiland.